# Ердељска школа
Ердељска школа (рум. Școala Ardeleană) је био образовни и културни покрет у другој половини 18. века међу Власима/Румунима у Ердељи. Толерисали су га и субвенционисали владајући Хабзбурговци у циљу прихватања Румунске гркокатоличке цркве.
Њени чланови верују да су Румуни дошли од римских колонијалиста доведених у Дакију након њеног освајања почетком другог века. Представници школе износе историјске и филолошке аргументе у прилог тези, елиминишући целокупну средњовековну историју ове области у пракси постављајући темеље протохронизма.
Ердељска школа има приметан утицај у румунској култури Трансилваније, како Влашке и Молдавије, што је довело до стварања Румуније. Пре тога су митрополити Ердеља били углавном Срби и православци, као Сава Ердељски којег је Румунска православна црква канонизовала 1955. године.
Залагањем наставника ове школе за савремено писмо у Румунији наметнута је румунска латиница уместо румунске ћирилице.